# دنبان ألباني
دنبان ألباني (الاسم العلمي: Brachypodium albanicum) هو نوع من النباتات يتبع جنس الدنبان من الفصيلة النجيلية.